# Waldburg, Freistadt
Waldburg là một đô thị ở huyện Freistadt bang Oberösterreich, nước Áo. Đô thị này có diện tích 26,6 km², dân số thời điểm ngày 31 tháng 12 năm 2005 là 1376 người.